# Mohamed Awal
Mohamed Awal, né le 1er mai 1988 à Accra en Ghana, est un footballeur ghanéen, évoluant comme défenseur central au Raja de Casablanca et en équipe nationale ghanéenne.

## Biographie

### Carrière en club
Le 25 juillet 2015 il rejoint le Raja Club Athletic.

### Carrière en sélection
Avec l'équipe du Ghana, il compte 5 sélections (pour aucun but inscrit) depuis 2013. 
Il figure dans le groupe des sélectionnés lors des Coupes d'Afrique des nations de 2013 et de 2015. La sélection ghanéenne atteint la finale de la compétition en 2015, en étant battue par la Côte d'Ivoire.

## Palmarès

### Palmarès en club
ASEC Mimosas
- Championnat de Côte d'Ivoire de football (1) :
  - Champion : 2010.

 Asante Kotoko
- Championnat du Ghana de football (1) :
  - Champion : 2011-12.

- Coupe du Ghana de football :
  - Finaliste en 2011.

- Supercoupe du Ghana de football (1):
  - Vainqueur en 2012.

### Palmarès en sélection
Ghana
- Coupe d'Afrique des nations :
  - Finaliste : 2015.